# Браги Бодасон
Браги Бодасон, наричан още Браги Бодасон Стария, (на нордически Bragi Boddason inn gamli) е норвежки скалд от началото на 9 в., признат като първият скандинавски поет и разказвач, чието име се е запазило за историята. Живял е в двора на няколко шведски конунги, сред които по всяка вероятност и Рагнар Лодброк, и в тяхна чест е създавал стихове, в които е възпявал живота, битките и подвизите им.
Смята се, че именно Браги Бодасон е автор на скалдическата поема Ragnarsdrápa, цели пасажи от която Снори Стурлусон цитира в свои трудове.
Според сагата Книга за заселването на Исландия Браги се оженил за Лофена, дъщерята на Ерпр Лутанди, друг известен скалд, който служил на шведския конунг Ейстен Бели, и техен по-късен потомък бил скалдът Гунлауг Змийския език.